# Pseudologos
En la mitología griega los Pseudologos (en griego Ψευδολογος) eran las personificaciones de las mentiras y las falsedades.
Se contaban entre los perversos hijos que tuvo Eris (la discordia) por sí misma, aunque algunos autores los creían hijos de Éter y la Tierra. Por su naturaleza, Pseudologos sería opuesto a Alétheia, la personificación de la verdad. En la mitología romana Mendacium sería su equivalente.
Una fábula transmitida por Fedro afirmaba que Mendacium (la mentira) fue creada por Dolo, la personificación de los engaños y las ardides, cuando trabajaba de ayudante de Prometeo. Prometeo tuvo que ausentarse cuando estaba fabricando a la Verdad, y dejó sólo a Dolo. Este aprovechó la ocasión y construyó una estatua idéntica a la de su maestro. Cuando Prometeo volvió se sorprendió gratamente de las artes de su aprendiz, y metió ambas estatuas en el horno. Pero Dolo no había tenido suficiente barro para acabar su obra, y no había terminado de rematarle los pies. Por eso, cuando ambas estatuas salieron del horno, la Verdad caminaba con pasos firmes mientras que la Mentira, coja, tenía que detenerse.